# Vedslet
Vedslet er en landsby i Vedslet Sogn.

## Etymologi
Forleddet betyder ved i betydningen "træ". Efterleddet betyder fældet eller ryddet område (ikke "fladt terræn"). Navnet betyder således direkte "skovrydning".

## Historie
Vedslet landsby bestod i 1682 af 10 gårde. Det samlede dyrkede areal udgjorde 321,6 tønder land skyldsat til 41,80 tønder hartkorn. Dyrkningsformen var trevangsbrug.
Vedslet lå i Skanderborg Rytterdistrikt mens dette eksisterede. Landsbyen blev udskiftet i 1783.
Omkring år 1900 beskrives landsbyen således: "Vedslet med kirke, skole og mølle".